# 波焦桑尼塔
波焦桑尼塔（義大利語：Poggio Sannita），是意大利伊塞尔尼亚省的一个市镇。总面积21.76平方公里，人口817人，人口密度37.5人/平方公里（2009年）。ISTAT代码为094037。